# Melasina ciliaris
Melasina ciliaris är en fjärilsart som beskrevs av Ferdinand Ochsenheimer 1810. Melasina ciliaris ingår i släktet Melasina och familjen säckspinnare. Inga underarter finns listade i Catalogue of Life.